# Dicliptera grandiflora
Dicliptera grandiflora là một loài thực vật có hoa trong họ Ô rô. Loài này được Gilli mô tả khoa học đầu tiên năm 1973.